# Joseph Kirner
Joseph Kirner (13. März 1769 in Furtwangen im Schwarzwald, Vorderösterreich – 9. Juni 1830 in Kernersville, North Carolina) war ein Uhrenhändler aus Furtwangen im Schwarzwald, der nach Amerika auswanderte und dort als Joseph Kerner den Grundstein für die Gründung der Stadt Kernersville in North Carolina legte.

## Leben
Joseph Kirners Eltern waren Petrus Kirner (1739–1796) und Magdalena geborene Duffner (1734–1773). Er heiratete Christina Kastner am 3. Januar 1797 in Forsyth, North Carolina. Sie hatten drei Kinder während ihrer Ehe.
Er starb am 9. Juni 1830 in Kernersville, North Carolina, im Alter von 61 Jahren und wurde in Winston-Salem, North Carolina, beigesetzt.
Bekannt sind auch seine ebenfalls aus Furtwangen stammenden Neffen, die Maler Lukas Kirner und Johann Baptist Kirner.

## Auswanderung
Joseph Kirner erhielt am 9. April 1785 einen Pass bei der Obervogtei in Triberg, der ihn berechtigte in Köln, Holland und später auch in Nordamerika Handel mit Holzuhren zu betreiben. Am 19. April verließ Kerner im Alter von 16 Jahren dann Furtwangen, was dann ein Abschied für immer war. Denn wie er in seinem Gebetbuch notierte, kam er am 5. August 1785 glücklich in New York an. Es ist überliefert, dass er eine kleine Fabrik für Eisenwaren vom Nagel bis zum Pflug speziell für die Farmer betrieb.

## Kerner’s Crossroads
Im Jahr 1817 konnte er dann seine Besitzungen durch einen Kauf deutlich vergrößern: er erwarb „Dobson’s Crossroads“ mit insgesamt etwa 450 Hektar Land. Dieses „Dobson’s Crossroads“ war 1756 als Gastwirtschaft mit Geschäft an der Kreuzung zweier wichtiger Straßen im Indianergebiet von North Carolina gegründet worden. Im Lauf der Jahre wurde die Siedlung rund um die Gastwirtschaft, in der im Übrigen auch Präsident George Washington während der Unabhängigkeitskriege 1791 einmal Einkehr hielt, zu einem kleinen Dorf.
Joseph Kirner zog dann mit seiner Frau, die der in der Region stark verbreiteten Herrnhuter Brüdergemeine angehörte, und den Kindern hier ein und betrieb bis zu seinem Tod 1830 die Gastwirtschaft und das Geschäft. Die Gastwirtschaft und der Flecken war ab diesem Zeitpunkt nicht mehr unter dem Namen des Vorbesitzers Dobson, sondern jetzt unter dem Namen Kirner beziehungsweise Kerner als „Kerner’s Crossroads“ (Kirners Kreuzung) bekannt. Auch in seiner neuen Heimat war Joseph Kirner trotzdem Furtwangen offensichtlich noch verbunden, denn in seinem Gebetbuch findet sich ein weiterer Eintrag „In Furtwangen bin ich geboren, im Himmel ist mein Vaterland.“

## Gründung von Kernersville
Nachdem schon Joseph Kirner das Gelände durch Landkäufe weiter vergrößern konnte, wuchs die Ansiedlung nach seinem Tod immer weiter. Die Kinder gründeten weitere Unternehmen und im Jahr 1871 wurde dann offiziell die Stadt Kernersville gegründet, die zu diesem Zeitpunkt bereits 147 Einwohner hatte. Auf Grund der günstigen Lage wuchs die Stadt immer weiter und hatte nach dem Zweiten Weltkrieg etwa 5000 Einwohner. Die Stadt war landwirtschaftlich geprägt, vor allem der Tabakanbau spielte hier eine sehr große Rolle. Dies änderte sich dann in den fünfziger Jahren, als die großen amerikanischen Straßen gebaut wurden, die als „Interstate“ die Staaten miteinander verbanden. Mitten durch Kernersville führt seither die Interstate 40, vergleichbar mit einer der großen deutschen Autobahnen. So entwickelte sich Kernersville auch zu einem Transportzentrum, die Zahl der Einwohner stieg in den vier Jahrzehnten auf fast 20.000 an.